# Leopold von Meyer
 Ikke at forveksle med Leopold Meyer.
Leopold von Meyer (født 20. december 1816, død 6. marts 1883) var en østrigsk pianist.
Von Meyer, der var elev af Czerny og Fischhof, foretog omfattende koncertrejser gennem Europa og Amerika og bosatte sig 1847 i Wien.